# Einar Wiel-Berggren
Einar Johannes Wiel-Berggren, född 1 augusti 1882 i Gustav Adolfs församling i Värmlands län, död 3 mars 1968 i Danderyds församling i Stockholms län, var en svensk jägmästare.
Einar Wiel-Berggren var son till kyrkoherden Olof Berggren och Alma Wiel. Efter mogenhetsexamen vid Karlstads högre allmänna läroverk 1903 blev han elev vid Skogsinstitutet, där han utexaminerades i december 1908. Han blev extra jägmästare i januari 1910 och assistent i Kalix med flera revir samma år, i Bjurholms och Degerfors revir 1911, i Tärendö revir samma år, överjägmästarassistent i Lule distrikt 1913, assistent i Rätans revir 1915 och distriktschef hos bränslekommissionen i Gävleborgs län 1917. I juli 1917 fick han tjänst som jägmästare i Domänstyrelsen och blev byråjägmästare där 1921. Han utnämndes till riddare av Vasaorden 1936.
Han publicerade artiklar om skogsvård i fackpressen samt var en av redaktörerna till boken Sveriges träbränsleförsörjning 1942. 
Einar Wiel-Berggren var gift med Inez Stenberg, vilken var dotter till vice häradshövdingen Gustaf Stenberg i Haparanda och Hilda Bucht.
Makarna Wiel-Berggrens familj och hem i Stocksund skildras i dottersonen Martin Arnesens autofiktiva roman Drömmarnas hus .